# Шура-Ламбина
Шура-Ламбина — озеро на территории Чернопорожского сельского поселения Сегежского района Республики Карелии.

## Общие сведения
Площадь озера — 1,2 км², площадь водосборного бассейна — 252 км². Располагается на высоте 111,5 метров над уровнем моря.
Форма озера продолговатая: оно вытянуто с севера на юг. Берега заболоченные.
Через озеро протекает река Быстрица, вытекающая из Кучозера и впадающая в реку Онду. Онда втекает, в свою очередь, в Нижний Выг.
На севере озера расположен один относительно небольшой остров без названия.
Код объекта в государственном водном реестре — 02020001311102000008319.